# Robert Aramayo
Robert Aramayo (Kingston upon Hull, 6 november 1992) is een Brits acteur.

## Biografie
Aramayo werd geboren in Kingston upon Hull en is afkomstig uit een Spaanse familie. Hij studeerde aan de Juilliard School in New York waar hij zijn bachelor behaalde. In 2016 beleefde hij zijn doorbraak als acteur toen Aramayo meespeelde in de film Nocturnal Animals en speelde hij de jonge Eddard Stark in de hitserie Game of Thrones. In 2020 werd hij gecast in de rol van Elrond in de serie The Lord of the Rings: The Rings of Power.